# The Carbonfools
A The Carbonfools magyar zenekar. Zenéjük mai modern, pop, rock és elektronikus műfajok egyvelege. Egyedi hangzásviláguk alapja az elektronikus és az élő hangszeres zene egysége.

## Történetük
Az együttes a 2001-es Sziget Fesztiválon debütált, első nagylemezük, a Poisoned Goulash (Mérgezett Gulyás) 2004-ben jelent meg a CrossRoads Recordsnál. 2006-ban csatlakozott hozzájuk Fehér Balázs énekes, aki énekével és dalszövegeivel dobta fel az együttes zenéjét.
Második nagylemezüket, a Carbonheartot (Szénszív) 2008-ban jelentette meg az 1G Records. Tulajdonképpen ezzel az lemezzel léptek be a magyar zenei elitbe, dalaikat előszeretettel játszották a magyar televíziók és rádiók, és több mint százezer ember töltötte le őket.[forrás?] Magyarország legismertebb koncertzenekaraként folyamatosan járták az országot. 2009-ben léptek fel először a Sziget Fesztiválon. 2010-ben két londoni fellépésük is volt.
2010 végén jelent meg a harmadik nagylemezük, a Carbonsoul (Szénlélek), mely stílusában hasonlít az előző lemezre, megmaradt a jellegzetes "carbonos techno-űrrock" hangzás, megspékelve új elemekkel mint például new wave vagy blues. DJ Titusz ezt nyilatkozta a lemezről: „Ez a lemez sokkal dalorientáltabb, mint az előző, több szerepet kapott Balázs hangja, megjelentek új elemek, mint a new wave, blues, de persze megmaradt a jellegzetes carbonos pszichedelikus techno-rock massza is.”
Fennállásuk alatt rengeteg remixet készítettek olyan előadóknak, mint például a Noir Désir, Kispál és a Borz, Jazz+Az, Korai Öröm, Kimnowak, Anando Drom stb. Angliában a Mint Source kiadó három maxilemezt jelentetett meg, melyek igen kedvező fogadtatásban részesültek az angol DJ-k körében.[forrás?]
A zenekar 2015 nyarán úgy döntött, egy időre szünetelni fognak. Ez év szeptemberében tartották búcsúkoncertjüket a Budapest Parkban. A szünet alatt Fehér Balázs frontember kiszállt a zenekarból.
A zenekar azonban nem szerette volna abbahagyni a zenélést, így folyamatosan keresték az új frontembert. 2016 őszén találták meg a megfelelő utódot Fóris-Ferenczi Gábor személyében. 2017  tértek vissza egy telt házas A38-as koncerten. Időközben a gitáros Fekete István is belefáradt a nagyszínpados zenélésbe, így helyére Gulyás Barna került. Ebben a felállásban rögzítették a zenekar visszatérő EP-jét, A Tau Ceti's Lights-ot, majd utána a négy év után első The Carbonfools-lemezt, a Carbonflamest, ami 2018 februárjában jelent meg. 2019 decemberében pedig megjelent a Carbonsun, ami a zenekar hetedik nagylemeze.

## Tagok
- Bicskei Titusz – elektronika
- Fóris-Ferenczi Gábor – ének
- Hámori Benedek – dob
- Gulyás Barna – gitár, ének
- Miklós Milán – basszusgitár

Korábbi tagok
- Tóth Szabolcs – szitár

- Zana Ferenc Zsazsa – basszusgitár
- Vígh Dávid – gitár
- Keleti Tamás Keló – dob
- Süle Ferenc – ütőhangszerek
- Fekete István – gitár
- Fehér Balázs – ének

## Diszkográfia

### Nagylemezek
| Év   | Cím              | Kiadó              |
| ---- | ---------------- | ------------------ |
| 2004 | Poisoned Goulash | CrossRoads Records |
| 2008 | Carbonheart      | 1G Records         |
| 2010 | Carbonsoul       | 1G Records         |
| 2012 | Carbonsweet      | 1G Records         |
| 2014 | Carbonbliss      | 1G Records         |
| 2018 | Carbonflames     | Gold Record        |
| 2019 | Carbonsun        | Gold Record        |